# D級潛艇 (美國海軍)
D级潜艇是美国海军一战中建造的潜艇级，子合约由格罗昆的电船公司签订，由昆西的佛尔河船厂建造。 它们的水下排水量从C级的279吨上升到了337吨。它们也是第一种有四个鱼雷管的潜艇，它们都在战争中于东海岸进行训练，1922年退役解体。